# 에디 레드메인
에드워드 존 데이비드 "에디" 레드메인(영어: Edward John David "Eddie" Redmayne, OBE, 1982년 1월 6일 ~ )은 잉글랜드의 배우이다. 런던 웨스트민스터에서 태어나 성장한 레드메인은 케임브리지 대학교 트리니티 칼리지에서 미술사학을 공부했고, 이후 그는 잠시 동안 모델로 일하였다. 레드메인은 그의 영화 데뷔를 하기 전에 청소년 배우로 텔레비전의 게스트 출연과 런던 극장에서 자신의 전문적인 연기 경력을 시작했다. 그는 2006년 첫 영화 《라이크 마인드》와 《굿 셰퍼드》에 데뷔했고, 그는 《세비지 그레이스》(2007), 《골든 에이지》(2007), 《천일의 스캔들》(2008)의 여러 편의 영화에 조연 역할로 출연하였다.
레드메인은 연극에서도 활발히 활동하며,《레드》(2009-10)과 《리차드 2세》 (2011-12)로 그의 연기에 대한 찬사를 받았다. 그는 토니상 남우조연상을 수상했다. 레드메인은 콜린 클라크를 연기한 전기 드라마 《마릴린 먼로와 함께한 일주일》(2011)과, 마리우스 퐁메르시를 연기한 톰 후퍼 감독의 뮤지컬 《레 미제라블》(2012)로 영화에서 주목을 받기 시작했다. 2014년, 레드메인은 스티븐 호킹을 연기한 영화 《사랑에 대한 모든 것》으로 그의 연기가 비평가들의 찬사를 받아 미국 아카데미상, 영국 아카데미 영화상(BAFTA), 골든 글로브상과 미국 배우 조합상(SAG) 남우주연상을 수상해 세계적으로 큰 명성을 얻으며 스타덤에 올랐다. 다음 해, 그는 성전환 수술을 처음으로 받은 사람 중 한 명으로 알려진 에이나르 베게너 / 릴리 엘베를 연기한 《대니쉬 걸》(2015)으로 미국 아카데미상 남우주연상에 두 번째로 후보 지명되었다. 그는 5부작 판타지 영화 신비한 동물 시리즈에서 뉴트 스캐맨더를 연기하고 있다.
레드메인은 영화와 연극에 대한 공로를 인정받아 대영 제국 훈장 4등급(OBE)을 받았다. 레드메인은 연기 경력 이외에, 그는 LGBT의 권리를 포함한 여러 사회 운동을 지원하고 있다.

## 젊은 시절
레드메인은 1982년 1월 6일, 잉글랜드 런던, 웨스트민스터에서 태어났다. 그의 어머니 패트리샤 레드메인(옛성씨는 버크)은 이사 전문업체를 운영하고, 그의 아버지 리처드 찰스 턴스털 레드메인은 은행의 상무이사(Managing Director)인 비즈니스맨이다. 그의 증조부 Sir(경) 리처드 어거스틴 스튜어트 레드메인은 토목과 광산 엔지니어였다. 그에게는 형 제임스와 남동생 토마스(톰)가 있고, 이복 형제로는 형 찰스와 누나 유제니가 있다. 그의 이복 형 찰스 레드메인은 출판사 하퍼콜린스의 영국 CEO로 슬하에는 두 명의 자녀를 두고 있다. 레드메인은 잉글랜드인, 아일랜드인, 스코틀랜드인, 북아일랜드와 웨일스인의 조상의 후손이다.
그는 영국의 남자사립 초등학교인 콜렛 코트 스쿨(Colet Court School)을 거쳐 명문 남자사립 중·고등학교 이튼 칼리지(Eton College)에 진학해 2000년에 졸업하였고, 영국의 윌리엄 왕세손은 그의 동창생이다. 이튼 졸업후, 그는 케임브리지 대학교 트리니티 칼리지에 진학해 미술사학을 전공했고 2003년 2급 우등학위로 졸업했다.
레드메인은 이브 클라인의 시그니쳐 컬러(고유색), 인터내셔널 클라인 블루(IKB)에 대한 자신의 논문을 썼다.

## 배우 경력

### 연극
레드메인은 2002년 셰익스피어 글로브 극장에서 공연된 연극 《십이야》에서 비올라 역할의 남장 여자를 연기하며 무대에 데뷔했다. 2004년 그는 에드워드 올비의 《염소 혹은 실비아는 누구인가?》으로 이브닝 스탠다드 씨어터 어워드에서 최우수 신인상과 크리틱스 써클 씨어터 어워드(연극 비평가 협회)에서 최우수 신인상을 수상했다. 이후 2008년에는 로열 코트 극장에서 9월 1일부터 3일까지 공연된 극작가 크리스토퍼 쉰의 연극 《지금 혹은 나중에》에 출연했다.
레드메인은 2009년 런던의 돈마 웨어하우스 극장에서 현대의 추상 미술에 혁명을 일으킨 미국의 화가 마크 로스코를 다룬 존 로건의 새로운 연극 《레드》에 출연해, 이 작품으로 로런스 올리비에상 최우수 남우조연상을 수상하였다. 또한 같은 역할을 미국 브로드웨이의 존 골든 극장에서 2010년 3월 11일부터 6월 27일까지 15주간 장기간 공연해
했고, 2010년 토니상 연극 부분 최우수 남우조연상을 수상했다. 그는 마이클 그랜디지 감독의 연극 《리처드 2세》에서 주인공 리처드 2세 역할에 캐스팅 되어 돈마 웨어하우스 극장에서 2011년 12월부터 2012년 2월까지 공연했다.

### 텔레비전과 영화

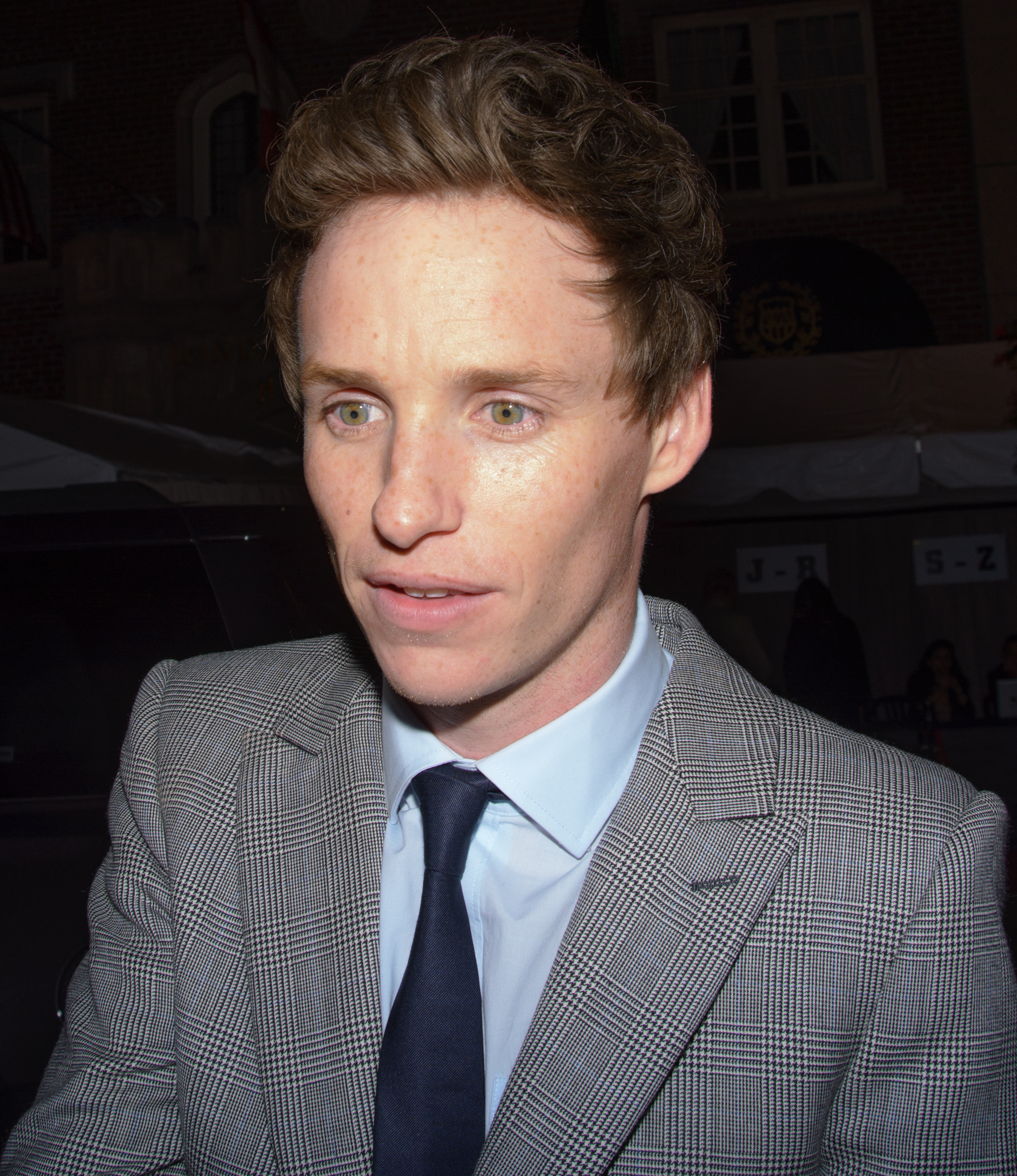
2014년 토론토 국제 영화제에 참석한 레드메인

레드메인은 1998년 텔레비전 드라마 《애니멀 아크》에서 존 하디 역할을 맡아 연기 경력을 시작하였다. 이후 연극 《염소 혹은 실비아는 누구인가?》에 출연했을 당시 그의 연기를 눈여겨 본 캐스팅 디렉터 루시 베반에 의해 그의 첫 장편 영화인 《라이크 마인드》에 캐스팅 되었다. 레드메인은 이후 로버트 드 니로 감독의 영화 《굿 셰퍼드》(2006)로 헐리우드에 진출했고, 이어 《골든 에이지》, 《세비지 그레이스》(2007), 《천일의 스캔들》(2008), 《글로리어스 39》, 《파우더 블루》(2009) 그리고 《런어웨이 걸》에 출연하며 커리어를 쌓았다. 그는 또한 크리스토퍼 스미스 감독의 초자연적 고딕 스릴러 영화 《블랙 데스》에서 오즈먼드 역할을 연기했다.
레드메인은 2008년 선댄스 영화제에서 첫 상영 된 영화 《사랑을 위한 여행》에 출연했고, 이 작품은 새뮤얼 골드윈 필름스 배급으로 2010년 2월에 개봉되었다. 같은 해, 그는 토머스 하디의 동명 소설을 원작으로 한 BBC의 텔레비전 미니시리즈 《더버빌가의 테스》에서 에인절 클레어 역할을 연기했고, 미니시리즈 《대지의 기둥》에서 성당을 건축하는 천재 조각가 잭 잭슨 역할을 연기했다. 2011년, 레드메인은 전세계의 사랑을 한 몸에 받았던 여배우 마릴린 먼로의 로맨스 실화를 다룬 《마릴린 먼로와 함께한 일주일》에서 마릴린 먼로(미셸 윌리엄스)와 사랑에 빠지는 조감독 콜린 클라크 역할을 연기해, 영국 아카데미 영화상(BAFTA) 라이징 스타상에 후보 지명되었다. 2012년에 제1차 세계 대전 시기 프랑스를 배경으로 2부작으로 제작 된 BBC 미니시리즈 《버드송》에서 비극적인 전쟁 속에서도 지나간 사랑을 잊지 못해 방황하는 스티븐 레이스포드 역할을 열연했다. 같은 해, 그는 빅토르 위고의 동명 소설을 원작으로 한 뮤지컬 대작 영화 《레 미제라블》에서 혁명운동가 청년 마리우스 퐁메르시 역할으로 주목을 받았다.

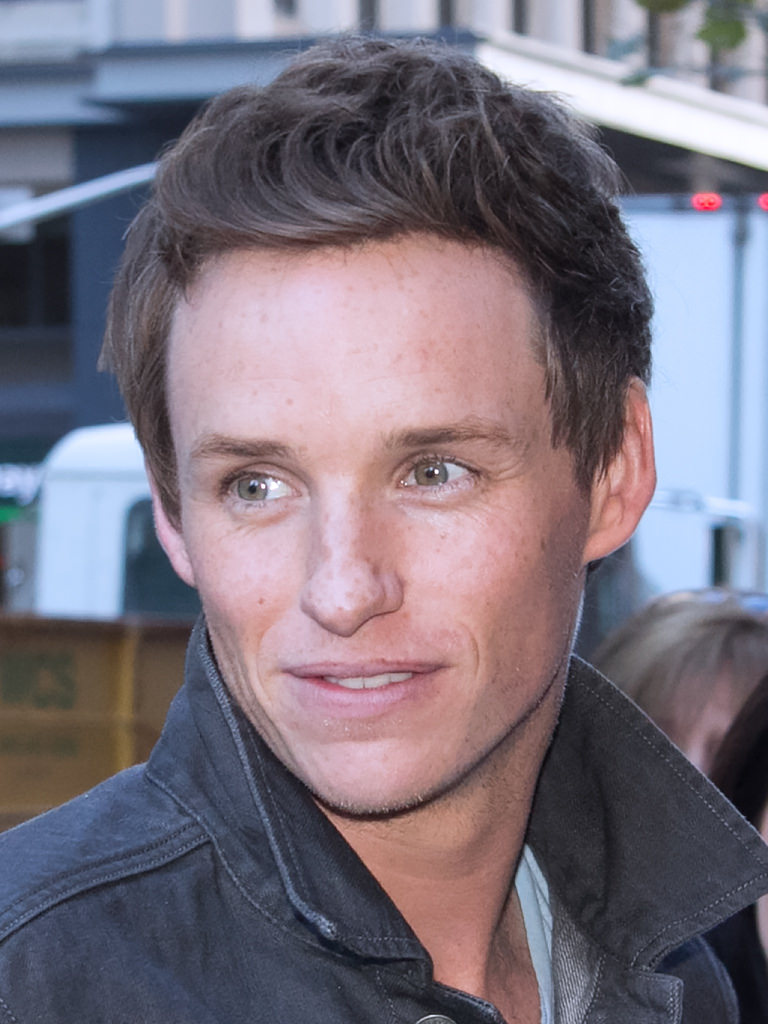
2014년 토론토 국제 영화제에서 레드메인

2014년, 그는 천재 물리학자 스티븐 호킹과 그의 첫번째 아내 제인 와일드(펄리시티 존스)와의 사랑과 모든 역경을 딛고 일어선 20여년을 걸친 그의 인생을 그린 영화 《사랑에 대한 모든 것》에서 스티븐 호킹을 연기했다. 이 영화에서 레드메인은 루게릭 환자인 호킹을 완벽하게 소화해내기 위해 직접 루게릭병을 앓고 있는 환자들을 찾아 연구를 거듭했고, 근육질이었던 몸매를 10kg가량 감량하는 등 호킹의 실제 버릇인 손톱 기르기까지 놀라운 디테일한 연기를 선보였다. 런던의 워킹 타이틀 프로덕션 사무실을 찾아 영화를 감상한 호킹은 “내 자신을 보는 듯한 느낌을 많이 받았다.”라는 소감을 전할 정도로 그는 완벽한 싱크로율의 열연을 선보였고, 비평가들의 호평을 받아 골든 글로브상 영화 드라마 부문 남우주연상을 수상 및 미국 배우 조합상(SAG), 영국 아카데미 영화상(BAFTA), 미국 아카데미상 남우주연상을 수상하였다.
레드메인은 2015년 라나 워쇼스키, 앤디 워쇼스키 감독의 SF 액션 블록버스터 영화 《주피터 어센딩》에서 우주에서 가장 부유하고 강력한 아브라삭스 가문의 후계자 발렘 아브라삭스 역할을 맡아 데뷔 이후 첫 악역 연기를 선보였다. 2015년 6월, 레드메인은 J. K. 롤링이 처음으로 시나리오 각본을 쓰는 것으로 화제가 된 《해리 포터》 시리즈의 3부작 스핀 오프 영화 《신비한 동물 사전》에서 주인공 뉴트 스캐맨더 역할에 캐스팅 된 것이 발표 되었다. 이 영화는 해리 포터 이야기의 70년 전인 1920년대 뉴욕을 배경으로 호그와트 마법학교 학생들의 교재이기도 한 신비한 동물의 이야기를 담은 동명의 책을 원작으로 이 책의 저자이자 마법사 뉴트가 전세계를 여행하며 마법 동물들을 연구하는 모험 이야기를 다룬다. 2016년 11월 18일 개봉되었다.
레드메인의 다음 영화로는 톰 후퍼 감독의 전기 드라마 영화 《대니쉬 걸》로, 그는 세계 최초로 성전환 수술을 하고 여성이 된 덴마크의 화가 릴리 엘베를 연기했다. 2015년 2월부터 덴마크 코펜하겐에서 촬영을 시작해 이 영화는 미국에서 2015년 11월 27일, 영국에서 2016년 1월 개봉되었다. 이 영화에서 레드메인의 연기는 비평가들의 호평을 받아 골든 글로브상 영화 드라마 부문 남우주연상 및 미국 배우 조합상(SAG), 영국 아카데미 영화상(BAFTA), 미국 아카데미상 남우주연상에 후보 지명되었다.

## 모델과 패션
레드메인은 버버리의 모델로 발탁되어 2008년에는 알렉스 페티퍼와 2012년에는 카라 델레바인과 호흡을 맞췄다. 2012년 9월에는 〈베니티 페어〉에서 선정한 '해외 베스트드레서 리스트'에 선정되었다. 2015년, 레드메인은 〈GQ〉에서 선정한 '옷 잘 입는 영국 남자 50인'에서 1위를 차지했다. 그해 5월, 그는 스위스 시계 브랜드 오메가(Omega)의 홍보 대사로 합류하였다.

## 사생활
레드메인은 에든버러 대학교에서 프랑스문학과 영문학을 전공한 한나 배그쇼위(Hannah Bagshawe)와 친구 사이로 지내오다가, 2012년 영화 《레 미제라블》의 촬영을 마친 이후 그는 이탈리아 피렌체로 짧은 휴가에 그녀와 동행했고, 두 사람은 그때부터 연인 관계로 발전해 공식적인 교제를 시작했다. 2014년 5월 31일에 언론에 약혼을 발표한 두 사람은 같은 해 12월 15일, 2년여간의 열애 끝에 서머싯주의 바빙턴 하우스(Babington House)에서 결혼식을 올렸다. 2016년 1월, 부부는 골든 글로브상 레드카펫에 함께 등장해 그들의 첫 아이를 임신해 6월에 출산 예정인 것을 공식적으로 발표하였다. 2016년 6월 15일에 배그쇼위는 그들의 딸 아이리스 마리 레드메인(Iris Mary Redmayne)과 2018년 3월 10일 아들 루크 리처드 배그쇼위 레드메인(Luke Richard Bagshawe Redmayne)을 출산하였다.
레드메인은 영화와 연극에 대한 공로를 인정받아 서훈명단(2015 Birthday Honours)에서 대영 제국 훈장 중 4등급인 OBE을 받았다. 2014년 8월, 그는 영국의 영화 교육 자선 단체인 인토 필름(Into Film)의 홍보 대사로 위촉 되었다.
2016년 2월, 레드메인은 로스 앤젤레스에 위치한 홈리스 LGBT 청소년 케어 센터를 알리면서 이들을 도와줄 것을 요청하는 발언을 한 바 있다.